# Госфорд
Госфорд (англ. Gosford) — місто на узбережжі Тасманового моря в штаті Новий Південний Уельс, Австралії, розташовується на північ від Сіднея. Госфорд є містом-супутником Сіднея, чий швидкий ріст пов'язаний з житловою кризою в самому Сіднеї. В місті проживають 155 271 особа (2006). Це робить місто п'ятим за населенням у штаті після Сіднея, Ньюкасла, Вуллонгонга та Лейк-Маккуорі.

## Історія
До приходу європейців тут проживали дві групи австралійських аборигенів: куррінгаї та даркінюнгі. Територія вивчалася Артуром Філіпом в 1788—1789 роках. Ці землі не заселялись у першій половині XIX сторіччя через несприятливі умови для сільського господарства і відсутність засобів комунікації.
У 1823 році Госфорд був заснований. У 1825 році його населення сягало сотні людей, проте половина з них була каторжниками. У 1885 році поселення отримало статус міста, а в 1887 році була відкрита залізнична лінія до Сіднея. Остаточно транспортні проблеми міста були вирішені в 1930 році, коли був відкритий Тихоокеанський автобан.